# Mesembrius acanthofemurilis
Mesembrius acanthofemurilis är en tvåvingeart som först beskrevs av Li och Liu 1995.  Mesembrius acanthofemurilis ingår i släktet Mesembrius och familjen blomflugor. Inga underarter finns listade i Catalogue of Life.